# Харбинский совет
Харбинский совет или Харбинский Совет рабочих и солдатских депутатов — орган революционного самоуправления, временно взявший власть в Харбине и функционировавший с сентября по декабрь 1917 года. Установлен путём объединения Совета солдатских депутатов Харбинского гарнизона и Совета рабочих депутатов из числа трудящихся на КВЖД. Председателем Совета был избран М. Н. Рютин.

## История
После получения известий о свержении монархии, охваченное революционным брожением русское население Харбина, сформировало Советы, для замены ими прежних органов управления. В начале сентября 1917 года большевик М. Н. Рютин был избран председателем объединённого Совета рабочих и солдатских депутатов. 26 октября 1917 года в Харбин пришли известия об Октябрьской революции, и в городе прошла массовая демонстрация с призывом «Вся власть Советам!».
В ответной телеграмме на запрос Харбинского совета, Владимир Ленин призвал взять всю полноту власти, отстранить Д. Л. Хорвата от руководства КВЖД, а также старых консулов в Харбине, Куаченцзы и Хайларе. Советское правительство назначило Комиссаром полосы отчуждения КВЖД А. Н. Луцкого, члена Харбинского Совета с ноября 1917 года.
29 ноября (12 декабря) 1917 года Харбинский совет распустил все организации и объявил себя единственным органом власти на КВЖД. 4 (17) декабря отстранил генерала Д. Л. Хорвата от управления железной дорогой и назначил её комиссаром Б. А. Славина. 13 (26) декабря 1917 года в Харбин по просьбе Д. Л. Хорвата вступили китайские войска под командованием Чжан Цзолиня и разгромили Харбинский совет: предъявив Совету ультиматум о высылке революционно настроенных частей Харбинского гарнизона и персонально большевиков М. Н. Рютина и Б. А. Славина, китайские власти расстреляли нескольких схваченных членов Совета.